# Edwin H. Burba Jr.

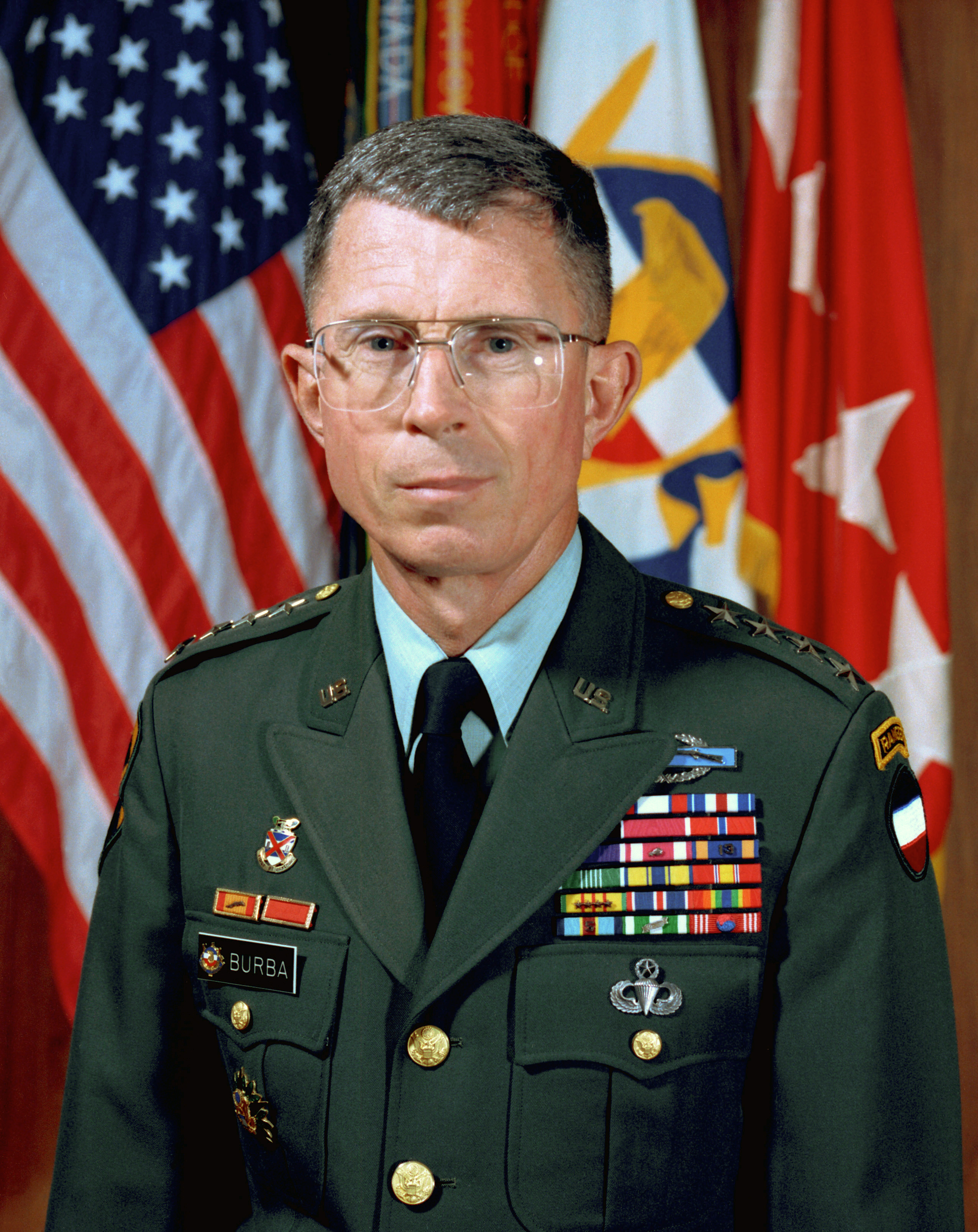
Edwin H. Burba Jr. (um 1990)

Edwin Hess Burba Jr. (* 13. September 1936 in McAlester, Pittsburg County, Oklahoma) ist ein pensionierter General der United States Army. Er war unter anderem Kommandeur des United States Army Forces Commands.
Burba war ein Sohn von Generalmajor Edwin H. Burba (1912–1970). In den Jahren 1955 bis 1959 durchlief Burba die United States Military Academy in West Point. Nach seiner Graduation wurde er als Leutnant in das Offizierskorps des US-Heeres aufgenommen. In der Armee durchlief er anschließend alle Offiziersränge vom Leutnant bis zum Vier-Sterne-General.
Im Lauf seiner militärischen Karriere absolvierte Burba verschiedene Kurse und Schulungen. Dazu gehörten unter anderem der Infantry Officer Basic Course, der Infantry Officer Advanced Course, das Armed Forces Staff College und das National War College.
In Verlauf seiner Militärzeit absolvierte er den für Offiziere in den jeweiligen Rangstufen üblichen Dienst in unterschiedlichen Einheiten und Standorten. Dazu gehörten auch Aufgaben als Stabsoffizier in verschiedenen Hauptquartieren. Dabei kommandierte er militärische Einheiten auf fast allen Ebenen.
Burba war zwei Mal im Vietnamkrieg eingesetzt. Zu seinen späteren Aufgaben gehörten die Leitung der Abteilung Field Training als Heeresoffizier bei der United States Air Force Academy, die Leitung der United States Army Infantry School, das Kommando über die 7. Infanteriedivision, das er zwischen Juli 1987 und Juni 1988 innehatte, und das Kommando über die 8. Armee in Südkorea, das er in den Jahren 1992 und 1993 ausübte. Danach übernahm er den Oberbefehl über das United States Army Forces Command in Fort McPherson in Georgia. Anschließend schied er aus dem aktiven Militärdienst aus.
Auch nach seiner Pensionierung blieb Burba dem Militär verbunden. Er war Mentor des Army Battle Command Training Programs und Vorstandsmitglied der National Infantry Foundation. Außerdem gehörte er dem Vorstand des Zahlungsdienstleisters Global Payments an. Zudem wurde er in die Oklahoma Hall of Fame aufgenommen.

## Orden und Auszeichnungen
Edwin Burba Jr. erhielt im Lauf seiner militärischen Laufbahn unter anderem folgende Auszeichnungen:
- Defense Distinguished Service Medal
- Army Distinguished Service Medal
- Silver Star
- Legion of Merit
- Bronze Star Medal
- Meritorious Service Medal
- Air Force Commendation Medal
- National Defense Service Medal
- Air Medal
- Army Commendation Medal
- Purple Heart
- Vietnam Service Medal
- Vietnam Campaign Medal